# 島根県道171号益田種三隅線
島根県道171号益田種三隅線（しまねけんどう171ごう ますだたねみすみせん）は、島根県益田市から浜田市に至る一般県道である。

## 概要
益田市本町から浜田市三隅町西河内に至る。
路線名称にある種とは1955年（昭和30年）3月24日まで存在した美濃郡の村名である。

### 路線データ
- 起点：益田市本町（島根県道54号益田澄川線交点）
- 終点：浜田市三隅町西河内（国道9号交点）

## 歴史
- 1958年（昭和33年）6月13日 - 島根県告示第525号により認定される。
- 1972年（昭和47年）頃 - 現行の県道番号に変更される。
- 2005年（平成17年）10月1日 - 浜田市と那賀郡全町村が対等合併して改めて浜田市が設置されたことにより終点の地名が変更される（那賀郡三隅町西河内→浜田市三隅町西河内）。

## 路線状況
起点で接続する島根県道54号益田澄川線は国道191号の旧道である。

### 重複区間
- 島根県道309号東仙道津田停車場線（益田市大草町）
- 国道9号（浜田市三隅町岡見）

### 道路施設

#### 橋梁
- 大橋（益田川、益田市）
- 松原橋（岡見川、浜田市）
- 新川橋（三隅川、浜田市）
- 八曽橋（三隅川放水路、浜田市）

## 地理

### 通過する自治体
- 島根県
  - 益田市 - 浜田市

### 交差する道路
| 交差する道路                                 | 市町村名 | 交差する場所 | 交差する場所 |
| -------------------------------------------- | -------- | ------------ | ------------ |
| 島根県道54号益田澄川線                       | 益田市   | 本町         | 起点         |
| 国道191号                                    | 益田市   | 東町         |              |
| 島根県道309号東仙道津田停車場線 重複区間起点 | 益田市   | 大草町       |              |
| 島根県道309号東仙道津田停車場線 重複区間終点 | 益田市   | 大草町       |              |
| 島根県道308号野地鎌手停車場線                | 益田市   | 下種町       |              |
| 国道9号 重複区間起点                         | 浜田市   | 三隅町岡見   |              |
| 国道9号 重複区間終点                         | 浜田市   | 三隅町岡見   |              |
| 島根県道212号岡見停車場線                    | 浜田市   | 三隅町岡見   |              |
| 島根県道211号三隅停車場線                    | 浜田市   | 三隅町西河内 |              |
| 国道9号                                      | 浜田市   | 三隅町西河内 | 終点         |

### 交差する鉄道
- 山陰本線

### 沿線
- 明誠高等学校
- 益田市立益田東中学校
- 益田東高等学校
- 益田市役所
  - 北仙道連絡所
  - 種連絡所
- 万福寺・万福寺庭園
- 中国電力三隅火力発電所
- 浜田市立岡見小学校
- JR西日本山陰本線
  - 岡見駅 - 三保三隅駅
- 三隅港